# Abalak

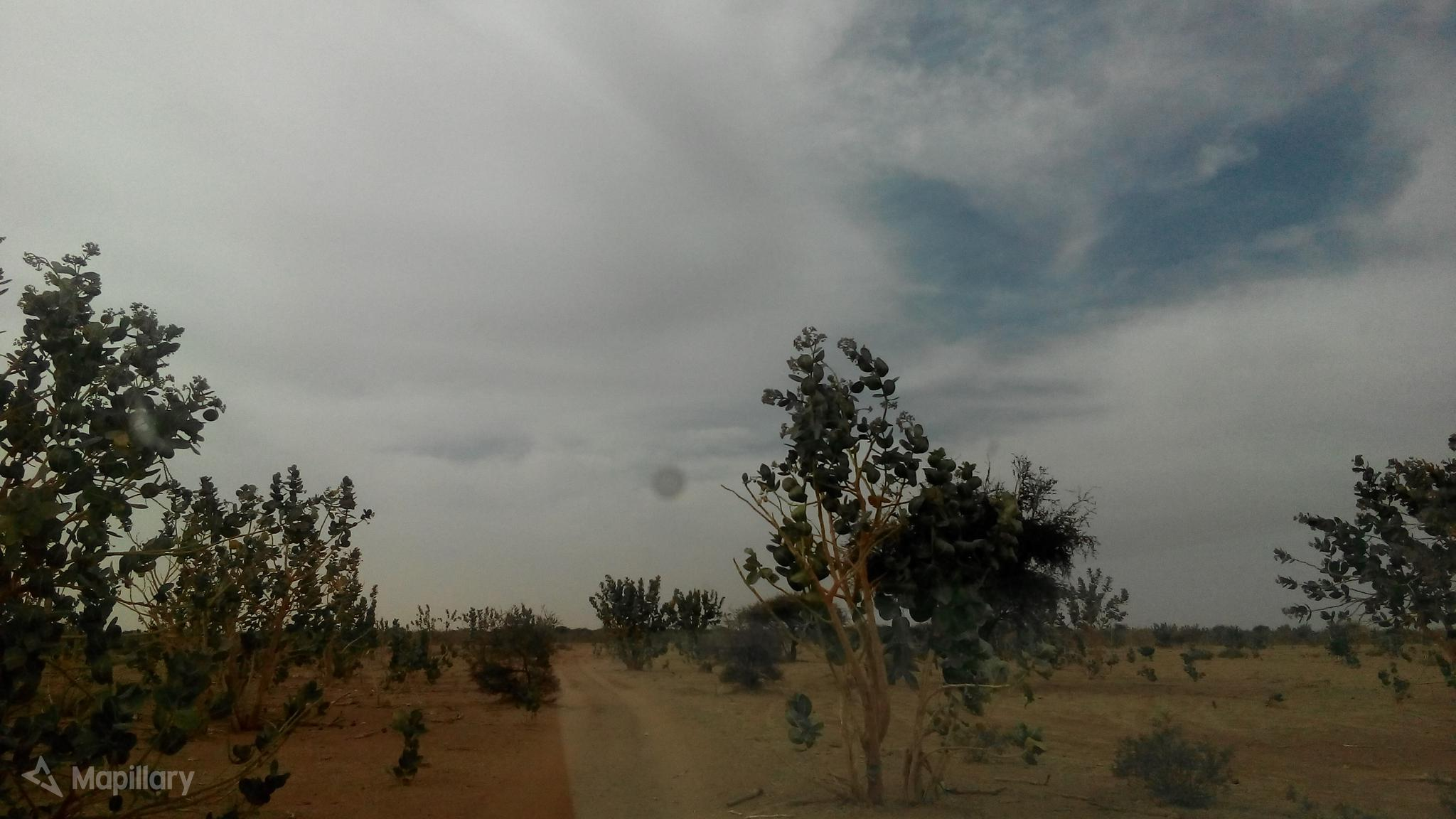

Abalak ou Abalagh en tifinagh ⴰⴱⴰⵍⴰⵗ est une ville touareg du Niger.
Capitale de l'Azawagh, la ville d'Abalak est située dans le département d'Abalak et la région de Tahoua.

## Géographie

### Administration
Abalak est une commune urbaine du département d'Abalak, dans la région de Tahoua au Niger.

C'est le chef-lieu de ce département.

### Situation
Abalak est située à environ 135 km au nord-est de Tahoua, et à 680 km au nord-est de Niamey la capitale du pays
.
| Tchintabaraden | Tchintabaraden | Tamaya           |
| Kao            | Abalak         | Tamaya           |
| Tabalak        | Akoubounou     | Azèye, Gadabédji |

### Relief et environnement
Abalak se trouve dans la région touareg de l'Azawagh.
La vallée d'Abalak jadis verdoyante est orientée est-ouest et est longée par plusieurs petits villages de Tamayas sur 70 km vers Agadez jusqu'à Tahoua en passant par Akebennu, Ibesetan et la grande mare de Tabalak qui, du fait du retrait du Lac Tchad du territoire du Niger, constitue aujourd'hui la plus grande mare permanente du Niger. En ce sens elle est un grand site où se développe des cultures de contre saison.

## Population
La population de la commune urbaine majoritairement touareg  était estimée à 33 882 habitants en 2011,.

En 1980, le village d'Abalak comptait seulement quelques centaines d'habitants.

## Économie
L'essentiel de l'économie est constitué par l'élevage et l'agriculture auxquels s'ajoutent du petit commerce, le transport etc.

### Transport et communication
La ville se trouve sur l'unique route qui traverse cette partie du pays, la N25 appelée route de l'uranium.

## Histoire
L'ancien village est fondé au milieu du XIXe siècle, par les Touaregs igaraygarayan, à côté d'une des toutes premières écoles créées dans l'Azawagh.
Il est le fief des touaregs Kel Eghlal dont est issu, presque toujours, l'amenokal, chef spirituel des Touaregs de l'Azawagh.

## Personnalités liées
- Mdou Moctar, auteur-compositeur et musicien Touareg y est né en 1986